# Saguenayfloden

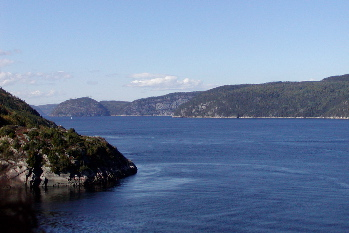
Saguenayfloden, vy uppströms från flodens sammanflöde med Saint Lawrencefloden.
September 2002

Saguenayfloden (franska: Rivière Saguenay, engelska: Saguenay River) är en av Kanadas större floder. Floden rinner ut i Saint Lawrencefloden vid Tadoussac.
Floden är omgiven av branta klippor och har hög flödeshastighet. Tidvattnet flyter uppströms så djupt som till Saguenay 100 km inåt land. Många vitvalar parar sig vid flodmynningen vilket gjort Tadoussac populärt för ekoturism och valskådning. 
Saguenays utflöde skyddas av Saguenay–Saint Lawrence marinpark, en av Kanadas nationalparker.
För Kanadas ursprungsbefolkning var Saguenayfloden en viktig förbindelselänk för handel och under den franska kolonisationen av Amerika en av de viktigaste rutterna för pälshandeln. Tadoussac blev Frankrikes första handelsstation i Nya Frankrike 1600.
Floden har fått sitt namn av det legendariska Kungariket Saguenay (Royaume du Saguenay) som franska kolonisatörer hoppades på att finna djupt inne i Kanada.
Avverkning för pappersmassa och papper på 1800-talet gjorde att man började exploatera floden. Idag används den även för vattenkraft som genererar både hushållsel och driver aluminiumsmältugnen i Arvida. 
Svåra översvämningar i Saguenayflodens tillflöden 18-21 juli 1996 ödelade regionen och blev en av Kanadas mest kännbara naturkatastrofer.